# Ben McCalman
Benjamin J. McCalman (Dubbo, 18 marzo 1988) è un ex rugbista a 15 australiano, che giocava nel ruolo di terza linea centro. Nella sua carriera può vantare cinquantatré apparizioni con l'Australia.

## Biografia
Al Western Force dal 2009, esordì con tale club nel Super 14 2010.
Al termine della stagione fu chiamato in Nazionale ed esordì nel corso di una vittoria sul Sudafrica nel Tri Nations 2010.
Un anno più tardi fu tra coloro che permisero all'Australia di conquistare il Tri Nations 2011 e, successivamente, il terzo posto alla Coppa del Mondo di rugby 2011 in Nuova Zelanda.
Nel 2015 rinnovò il suo impegno con la federazione australiana e il Western Force con un accordo che gli permette di giocare, nell'interstagione, con la squadra giapponese del Panasonic Wild Knights nel periodo in cui non è impiegato in Super Rugby.
A seguire, prese parte alla Coppa del Mondo di rugby 2015 in cui l'Australia giunse fino alla finale, poi persa contro la Nuova Zelanda.